# Larrikinismo

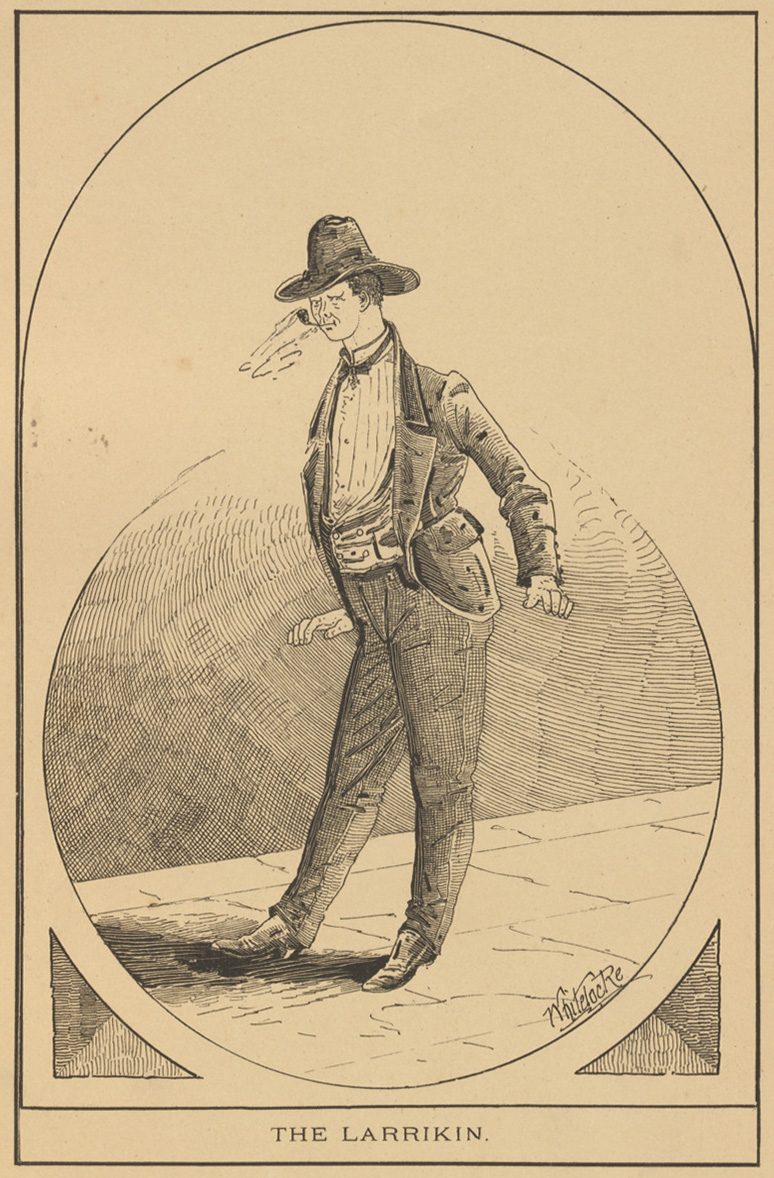
La impresión llamada "El Larrikin" en donde se ve un joven caminando en las calles de Sídney, 1885.

Larrikinismo es el nombre dado en la tradición popular de Australia a la irreverencia, la burla a la autoridad y el desprecio a las rígidas normas de la decencia. El larrikinismo también puede estar asociado con el humor autocrítico.

## Etimología
El término larrikin se utiliza para referirse a «un joven travieso y juguetón», según  se recoge en el Suplemento, English Dialect Dictionary, del editor J. Wright, 1898-1905.
El término fue usado para describir a los miembros de la pandilla Rocks Push —un grupo criminal de la localidad urbana de The Rocks en Sídney desde finales del siglo XIX principios del siglo XX—, que destacaron por su comportamiento antisocial y códigos de vestimenta específicos de las pandillas.

## Evolución de la culturalarrikin
Muchos comentaristas han señalado los rasgos larrikin presentes en la cultura australiana, y han teorizado acerca de sus orígenes. Algunos dicen que el larrikinismo surgió como una reacción a la autoridad corrupta, arbitraria durante los días en que Australia era una colonia penal, o como una reacción a las normas de la decencia impuestas por los funcionarios de Gran Bretaña en el joven país. 
El larrikinismo es un elemento importante en la cultura australiana y ha surgido en varias ocasiones, quedando plasmado en el arte contemporáneo australiano, la cultura popular juvenil y el debate político. La evidencia de la influencia larrikin están incluidas en las tradiciones de libertad, en el desafío a las reglas mediante la experimentación en el arte de Australia y la música underground (varios conjuntos de renombre experimentales que surgieron del movimiento post punk son ejemplos).
Se puede argumentar que la tradición larrikin de desprecio a la autoridad, a la propiedad y a las normas, a menudo conservadoras de la burguesía Australiana (como es evidente, por ejemplo, la  historia de la censura en el país y la receptividad de la nación a los líderes paternalistas son dos caras de una dinámica de autorrefuerzo; el conservadurismo social es uno de los principales combustibles que alimentan la corriente subterránea del larrikinismo y la rebelión, la cual, a su vez, es vista como una demostración de que se necesita la mano firme de una persona de costumbres puritanas.

## Larrikin
Una persona puede ser clasificada como larrikin si cumple con algunos de estos criterios. Un larrikin no está preocupado por la opinión de otras personas y por lo tanto no se siente socialmente intimidado en la modificación de su conducta y estructuración alrededor de las normas sociales. Los larrikins tampoco se sienten en absoluto perturbados por las autoridades de todo tipo, incluyendo el poder o autoridad que puedan poseer y que no deben tomarse demasiado en serio. La organización de Australia "Pace e Benev" ha sugerido en su blog que Jesús puede considerarse un larrikin por su falta de conformismo. 
Para las últimas dos razones, alguien como el ya fallecido magnate de los medios de comunicación australianos Kerry Packer no puede haber sido un larrikin mientras tomaba su propio poder y autoridad, así como la de otras compañías de medios y el gobierno, en serio. Pero su personalidad podría haber sido clasificada como larrikin cuando no era rico e influyente. A continuación se muestra una lista de larrikins famosos, de los que no todos satisfacen  la totalidad de los criterios.

### Larrikins, SiglosXVIIIyXIX
- Ned Kelly
- Capitán Thunderbolt (Frederick Wordsworth Ward)

### Larrikins,sigloXX
- Dawn Fraser, nadadora
- Ken Fletcher, jugador de tenis
- Bob Hawke, Primer ministro
- Neil Hawke, cricketer
- Paul Hogan, actor
- Barry Humphries, también conocido como Dame Edna Everage, actor
- Mick Molloy, comediante
- Bon Scott, lead singer AC/DC
- Graham Kennedy, presentador de televisión
- Tex Perkins, cantante y compositor
- Shane Warne, jugador de críquet
- Steve Irwin, presentador de televisión y conservacionista
- ANZAC

### Larrikins,sigloXXI
- The Candyman, Travers Benyon magnate tabacalero de Australia
- The Chaser, grupo de comedia de Australia
- Merrick and Rosso, dúo de comediantes de Australia
- TISM, Banda australiana
- Hamish and Andy, dúo de comediantes de Australia
- Brendan Fevola, futbolista de Australia
- Sam Newman, exfutbolista y medios personalidad de la comunicación

### Larrikins en la literatura
- Jonah (Jonás) de Louis Stone (1911)
- The Songs of a Sentimental Bloke (Las canciones de un tipo sentimental)de C.J. Dennis (1915)
- The Moods of Ginger Mick (El humor de Ginger Mick) C.J. Dennis (1916)